# Estación de Amarante
La Estación Ferroviaria de Amarante, también conocida como Estación de Amarante, es una plataforma de la Línea del Támega, que sirve el ayuntamiento de Amarante, en Portugal.

## Historia
La construcción de la Línea del Támega se inició en marzo de 1905, siendo el primer tramo, entre Livração y Amarante, inaugurado el 20 de marzo de 1909.

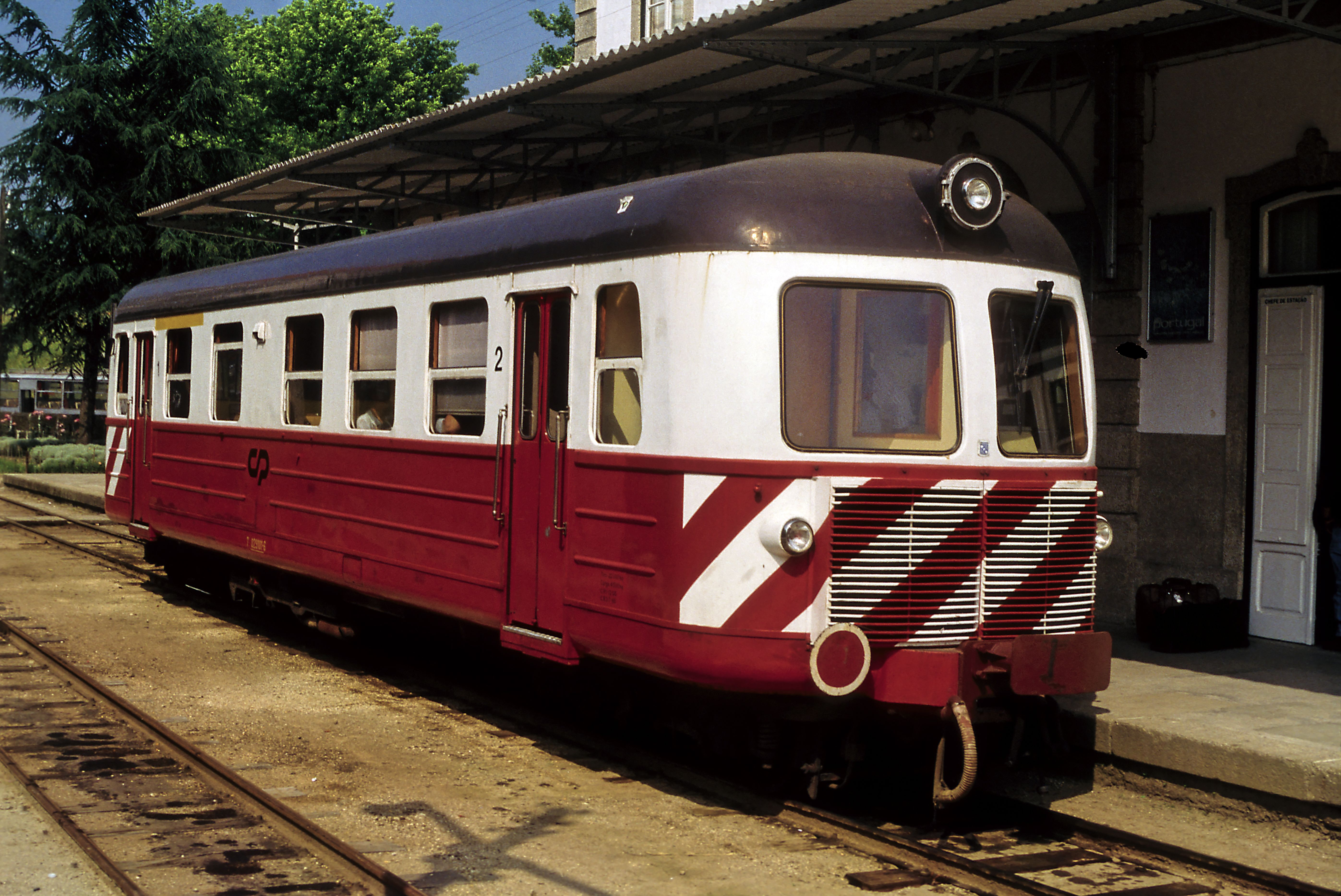
Automotor de la CP Serie 9100, aparcada en la Estación de Amarante.

Debido al reducido movimiento, el tramo entre Arco de Baúlhe y Amarante fue cerrado al servicio el 1 de  enero de 1990.
El 21 de marzo de 2009, la alcaldía de Amarante organizó un servicio especial para celebrar los 50 años de la llegada del transporte ferroviario a aquella localidad; en la estación, tuvo lugar una exposición de fotografía, siendo colocada una placa conmemorativa del evento. El 25 de marzo del mismo mes, el tramo entre Livração y Amarante, que todavía se mantenía en servicio, fue cerrado para proceder a obras de remodelación, con una duración estimada de 2 años. Los servicios en esta estación se hacen, desde entonces, por carretera.